# روي كين
روي موريس كين (بالإنجليزية: Roy Maurice Keane؛ مواليد 10 أغسطس 1971) هو ناقد أيرلندي حالي ولاعب كرة قدم ومدرب سابق. يُعتبر أحد أفضل لاعبي خط الوسط في جيله، عرف بقيادته الإلهامية وسيطرته على الفريق ولعبه الحماسي ويعتبر في ذلك الوقت مصدر القوة والروح في مانشستر يونايتد، وعرف أيضا بقدرته على التوزيع باأتقان. لعب لصالح نادي مانشستر يونايتد منذ أغسطس 1993 حتى نوفمبر 2005. وانتقل بعدها إلى نادي سيلتك الإسكتلندي، ولكن بعد أن نصحه الأطباء بالابتعاد عن لعب كرة القدم، قرر الاعتزال في صيف 2006.
وفي 28 أغسطس 2006 تم تعيينه مديرا فنيا لنادي سندرلاند الإنجليزي.

## مسيرته الكروية

### نوتينغهام فورست
وجد كين في البداية أن الحياة صعبة في نوتنغهام نظرا لفترات طويلة بعيدا عن أسرته، وقال انه في كثير من الأحيان كان يطلب من النادي إجازة لزيارة الوطن لبضعة أيام من أجل العودة إلى كورك. أعرب كين عن امتنانه على الكرم من المدرب براين كلوف عند النظر لطلباته، والتي يعتقد أنها ساعدته خلال أيامه المبكرة في النادي.
وجاء ظهوره في دوري المحترفين لأول مرة ضد ليفربول في بداية الموسم 1990–91، وشجع الأداء الجيد كلوف لاستخدامه أكثر وأكثر مع تقدم الموسم.
جذب روي كين الانتباه من الاندية الكبرى في الدوري الممتاز، وفي عام 1992، تحدث مدير بلاكبيرن روفرز كيني دالغليش لكين عن إمكانية الانتقال إلى النادي في نهاية الموسم حيث كان نوتنغهام فورست يكافح في الدوري وأكثر عرضة للهبوط على نحو متزايد، كين بدأالتفاوض على عقد جديد مع شرط فسخ العقد عند الهبوط.
كانت مفاوضات مطولة تم الحديث عنها في العلن، وليس أقلها من قبل بريان كلوف، الذي وصف كين بأنه «الطفل الجشع» بسبب الأجور المرتفعة التي يطالب بها الايرلندي. على الرغم من التفاوض على العقود طويلة، صوت جماهير نوتنغهام فورست له لاعب النادي من الموسم.
على الرغم من الجهود والمستويات التي بذلها، لم يتمكن كين من أن ينقذ نوتنغهام فورست من الهبوط، وأصبح بند الذي غي عقده جاهزا للتفعيل. وافق بلاكبيرن رسوم 4 ملايين جنيه استرليني لكين، الذي سرعان ما أن وافق عليها النادي.
ومع ذلك، منعت بعض الأخطاء انتقال كين إلى النادي.أدرك دالغليش أنه لم يكن لديهم الأوراق الصحيحة المطلوبة لإتمام الانتقال.
كان هذا بعد ظهر يوم الجمعة واتفقوا على الاجتماع في صباح يوم الاثنين لاستكمال الانتقال رسميا.
مدرب مانشستر يونايتد اليكس فيرغسون، سمع عن هذه الخطوة، وأجرى اتصالا هاتفيا مع كين وسأله عما إذا كان يود أن ينضم إليهم بدلا من بلاكبيرن. ضمن فيرغسون بأن لديهم الأوراق جاهزة واجتمع مع كين يوم السبت ووقع لمانشستر يونايتد مقابل 3.75 مليون جنيه استرليني وهو رقم قياسي في الانتقالات البريطانية في ذلك الوقت.

### مانشستر يونايتد
نـال روي كين إعجاب السير أليكس فيرجسون، وتم ضمه لنادي الشياطين الحُمـر، وأستمر روي كين مع نادي مانشستر يونايتد مكملاً موسمه الحادي عشر، وكانت بداية روي كين مع المان جيدة بشكل نسبي حيث حفظ له موقع أساسي تقريبا في الموسمين الأولين له وبات اللاعب الأفضل لدى فيرجسون مع بول أينس اللاعب الشهير الأنجليزي، وبعد مستوياته الجبارة وخبرته الكبيرة في قيادة خط الوسط أُختير روي كين قائـداً للمان يونايتد بعد أعتزال الشهير الفرنسي (إيريـك كانتونـا) وأيضا بعد أن قرر بول أينس ترك النادي والأنتقال لـ ليفربول، وقاد روي كين المان في فترته الذهبية ربما فحقق الدوري الأنجليزي سبع مرات أغلبها في الأعوام العشرة الأخيرة، وكان بالفعل القائد الذي يحتاجه السير فيرجسون.

### سلتيك
بدأ كين مع سلتيك في يناير عام 2006 بشكل مميز.
وسجل كين هدفه الأول مع سلتيك بعد شهر، من تسديدة من 20 ياردة في الفوز 2–1 الدوري الإسكتلندي الممتاز ضد فالكيرك.
احتفظ بمكانه الأحد التالي في أول دربي له، مما ساعد سلتيك للفوز. ذهب سلتيك لتحقيق الثنائية من لقب الدوري وكأس رابطة اندية المحترفين الاسكتلندية، وهي آخر جوائز له كلاعب.
في 12 يونيو 2006، أعلن كين اعتزاله من كرة القدم للمحترفين بناء على المشورة الطبية، بعد ستة أشهر فقط الانضمام سلتيك.
دفع إعلانه الثناء عليه من العديد من زملائه ومدربيه السابقين، وليس أقلها من السير اليكس فيرغسون، الذي قال: «على مدى السنوات عندما يبدأون اختيار أفضل الفرق في كل العصور، انه سيكون هناك».

## مسيرته الدولية
كان كين ضمن تشكيلة منتخب جمهورية أيرلندا الأول في كأس العالم 1994 بالولايات المتحدة ولعب في كل المباريات، بما في ذلك الفوز الشهير 1–0 على إيطاليا المرشحة للفوز بالبطولة والتي احتلت المركز الثاني في النهاية. وعلى الرغم من الخروج من الدور الثاني على يد هولندا، فقد اعتُبرت البطولة نجاحًا للمنتخب الأيرلندي، وتم اختيار كين كأفضل لاعب في حملة أيرلندا. ومع ذلك، كان كين مترددًا في الانضمام إلى احتفالات ما بعد البطولة، وادعى لاحقًا أنه بالنسبة له، كانت كأس العالم لأيرلندا مخيبة للآمال: «لم يكن هناك ما نحتفل به. لقد حققنا القليل».

## الإحصائيات
بطولة الدوري الإنجليزي 7 مرات مواسم 1993 / 1994 و 1995 / 1996 و 1996 / 1997 و 1998 / 1999 و 1999 / 2000 و 2000 / 2001 و 2002 / 2003 مع مانشستر يونايتيد
بطولة كاس الإتحاد الإنجليزي 4 مرات أعوام 1994 و1996 و 1999 و 2004 و الثاني 3 مرات أعوام 1991 مع نوتنجهام فورست و 1995 و 2005 مع مانشستر يونايتيد
بطولة كاس الرابطة الأنجليزية الثاني 3 مرات أعوام 1992 مع نوتنجهام فورست و 1994 و 2003 مع مانشستر يونايتيد
بطولة درع الإتحاد الإنجليزي 5 مرات اعوام 1993 و 1994 و 1996 و 1997 و 2003 مع مانشستر يونايتيد
بطولة كاس كل الأعضاء الإنجليزية 1 مرة عام 1992 مع نوتنجهام فورست
بطولة الدوري الإسكتلندي 1 مرة موسم 2005 / 2006
احا.  بطولة كاس الدوري الإسكتلندي 1 مرة عام 2006
بطولة دوري أبطال أوروبا 1 مرة عام 1999 مع مانشستر يونايتيد
بطولة كاس العالم للأندية (الأنتركونتينينتال) 1 مرة عام 1999 مع مانشستر يونايتيد
الألقاب الشخصية
الكرة الزهبية (Ballon d'Or) أفضل لاعب في العالم السادس 1 مرة عام 1999
أفضل لاعب في الدوري الإنجليزي (رابطة الاعبين المحترفين) 1 مرة موسم 1999 / 2000
أفضل لاعب في الدوري الإنجليزي (رابطة الكتاب و النقاد) 1 مرة موسم 1999 / 2000
تم أختيارة ضمن أفضل 125 لاعب حي في العالم من الاسطورة بيلية
تم أختيارة ضمن أفضل 100 لاعب في العالم من الإتحاد الدولي لكرة القدم

## وصلات خارجية
- روي كين على موقع الاتحاد الدولي (مؤرشف)  (الإنجليزية)
- روي كين على موقع الاتحاد الأوربي (الإنجليزية)
- روي كين على موقع قاعدة بيانات كرة القدم.إي يو (الإنجليزية)
- روي كين على موقع ليكيب (الفرنسية)
- روي كين على موقع ناشيونال فوتبول تيمز (الإنجليزية)
- روي كين على موقع Soccerbase.com (لاعب) (الإنجليزية)
- روي كين على موقع Soccerbase.com (مدرب) (الإنجليزية)
- روي كين على موقع Soccerway.com (الإنجليزية)
- روي كين على موقع عالم كرة القدم.نت (الإنجليزية)
- روي كين على موقع كووورة
- روي كين على موقع الاتحاد الدولي (مؤرشف)  (الإنجليزية)
- روي كين على موقع الاتحاد الأوربي (الإنجليزية)
- روي كين على موقع قاعدة بيانات كرة القدم.إي يو (الإنجليزية)
- روي كين على موقع ليكيب (الفرنسية)
- روي كين على موقع ناشيونال فوتبول تيمز (الإنجليزية)
- روي كين على موقع Soccerbase.com (لاعب) (الإنجليزية)
- روي كين على موقع Soccerbase.com (مدرب) (الإنجليزية)
- روي كين على موقع Soccerway.com (الإنجليزية)
- روي كين على موقع عالم كرة القدم.نت (الإنجليزية)
- روي كين على موقع كووورة